# Hexadecácoro
| Hexadecácoro            | Hexadecácoro                                        |
| ----------------------- | --------------------------------------------------- |
| Diagrama Schlegel       |                                                     |
| Tipo                    | Polítopo regular                                    |
| Células                 | 16 {3,3}                                            |
| Faces                   | 32 {3}                                              |
| Arestas                 | 24                                                  |
| Vértices                | 8                                                   |
| Figura de vértice       | (Octaedro)                                          |
| Símbolo de Schläfli     | {3,3,4}                                             |
| Polígono de Petrie      | Octágono                                            |
| Diagrama Coxeter-Dynkin |                                                     |
| Grupo de simetria       | BC4, [3,3,4], ordem 384 D4, ordem 192               |
| Dual                    | Tesserato                                           |
| Propriedades            | convexo, isogonal, isotoxal, isoedral, quasiregular |

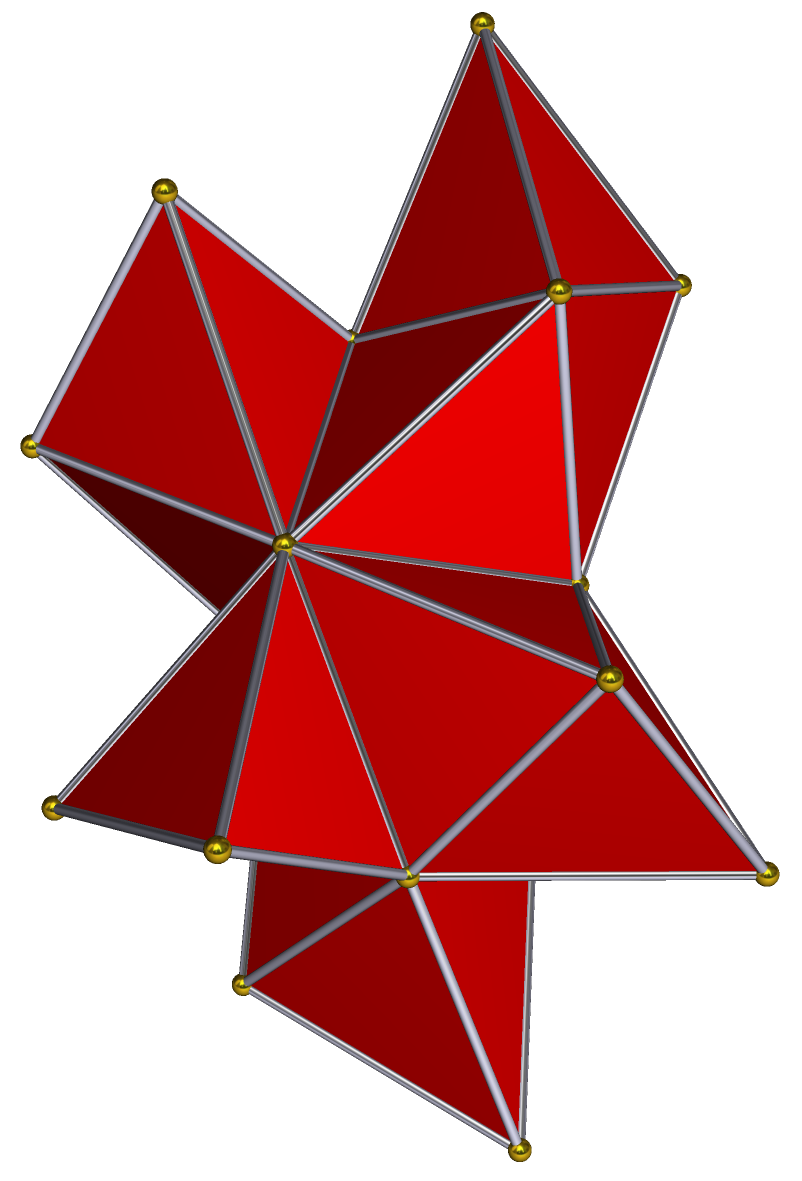
planificação.

O Hexadecácoro é um polícoro (tipo de polítopo quadridimensional) delimitado por 16 faces tetraédricas. É um dos 6 polítopos regulares convexos de 4 dimensões descritos pela primeira vez pelo matemático suíço Ludwig Schläfli em meados do Século XIX. Também é conhecido como C16 (derivado da denominação 16-cell em inglês), e hexadecaedroide. 
O hexadecácoro regular pertence a uma família infinita de polítopos, chamados de ortoplexos. Seu polítopo dual é o Tesserato (4-cubo). Possui 16 células, assim como o tesserato tem 16 vértices. É uma forma regular formada por 16 tetraedros e é análogo ao tetraedro em 3 dimensões e ao triângulo em duas. 

## Geometria
É delimitado por 16 células, sendo todas tetraedros regulares. Ele tem 32 faces triangulares, 24 arestas e 8 vértices.
Os oito vértices do hexadecácoro são:
{\displaystyle (\pm 1,0,0,0),(0,\pm 1,0,0),(0,0,\pm 1,0),(0,0,0,\pm 1).}
Todos os vértices são conectados por arestas, exceto os pares opostos.
O símbolo de Schläfli para o hexadecácoro é {3,3,4}. Sua figura de vértice é o octaedro regular. Há oito tetraedros, 12 triângulos e seis arestas convergindo em cada vértice. Há quatro tetraedros e quatro triângulos se encontrando em cada extremidade.
Pode-se decompor o hexadecácoro em duas disjunções como cadeias de 8 tetraedros cada, com 4 arestas. Cada cadeia
A célula 16 pode ser decomposto em dois disjuntos como cadeias de round oito tetraedros cada, quatro bordas longas. Cada cadeia, quando esticada em linha reta, forma uma hélice de Boerdijk-Coxeter. Esta decomposição pode ser visto em um 4-4 duoantiprisma a partir da construção do hexadecácoro:  ou , símbolo de Schläfli  {2}⨂{2} ou s{2}s{2}, simetria [[4,2+,4]], ordem 64.
O hexadecácoro pode ser bisectado em duas pirâmides octaédricas,das quais compartilham uma nova base octaédrica através do centro do hexadecácoro. 

## Imagens
| Projeção estereográfica | uma projeção em 3D do hexadecácoro a partir de uma rotação simples. | O hexadecácoro tem duas construções de Wythoff, uma forma regular e uma forma alternada, mostrada aqui como uma planificação. |

## Projeções ortogonais
| Plano de Coxeter | B4     | B3 / D4 / A2 | B2 / D3 |
| ---------------- | ------ | ------------ | ------- |
| Grafo            |        |              |         |
| Simetria diedral | [8]    | [6]          | [4]     |
| Plano de Coxeter | F4     | A3           |         |
| Grafo            |        |              |         |
| Simetria diedral | [12/3] | [4]          |         |

## Tesselações
Pode-se tesselar o hexadecácoro em um espaço euclidiano quadridimensional com 16 células regulares, produzindo o chamado favo de mel hexadecacórico, tendo símbolo de Schläfli {3,3,4,3}. Consequentemente, cada uma das 16 células tem um ângulo diedral de 120°.  A tesselação dual, o favo de mel icositetracórico ({3,4,3,3}), é feito a partir do icositetrácoro (24-cell). Juntamente com o favo de mel tesserático ({4,3,3,4}), estas são as únicas pavimentações regulares em R 4. . Cada hexadecácoro contém 16 vizinhos com os quais compartilha um tetraedro, 24 vizinhos com os quais compartilha apenas uma aresta e 72 vizinhos com os quais partilha apenas um único ponto.

## Hélice de Boerdijk–Coxeter
Um hexadecácoro pode ser construído a partir de hélices de Boerdijk–Coxeter de 8 cadeias de tetraedros, cada uma se dobrada se tornando um anel quadridimensional. As  16 faces triangulares podem ser vistas em uma planificação 2D em um mosaico triangular, com 6 triângulos ao redor de cada vértice. As arestas em roxo representam o Polígono de Petrie do hexadecácoro. 

## Projeções

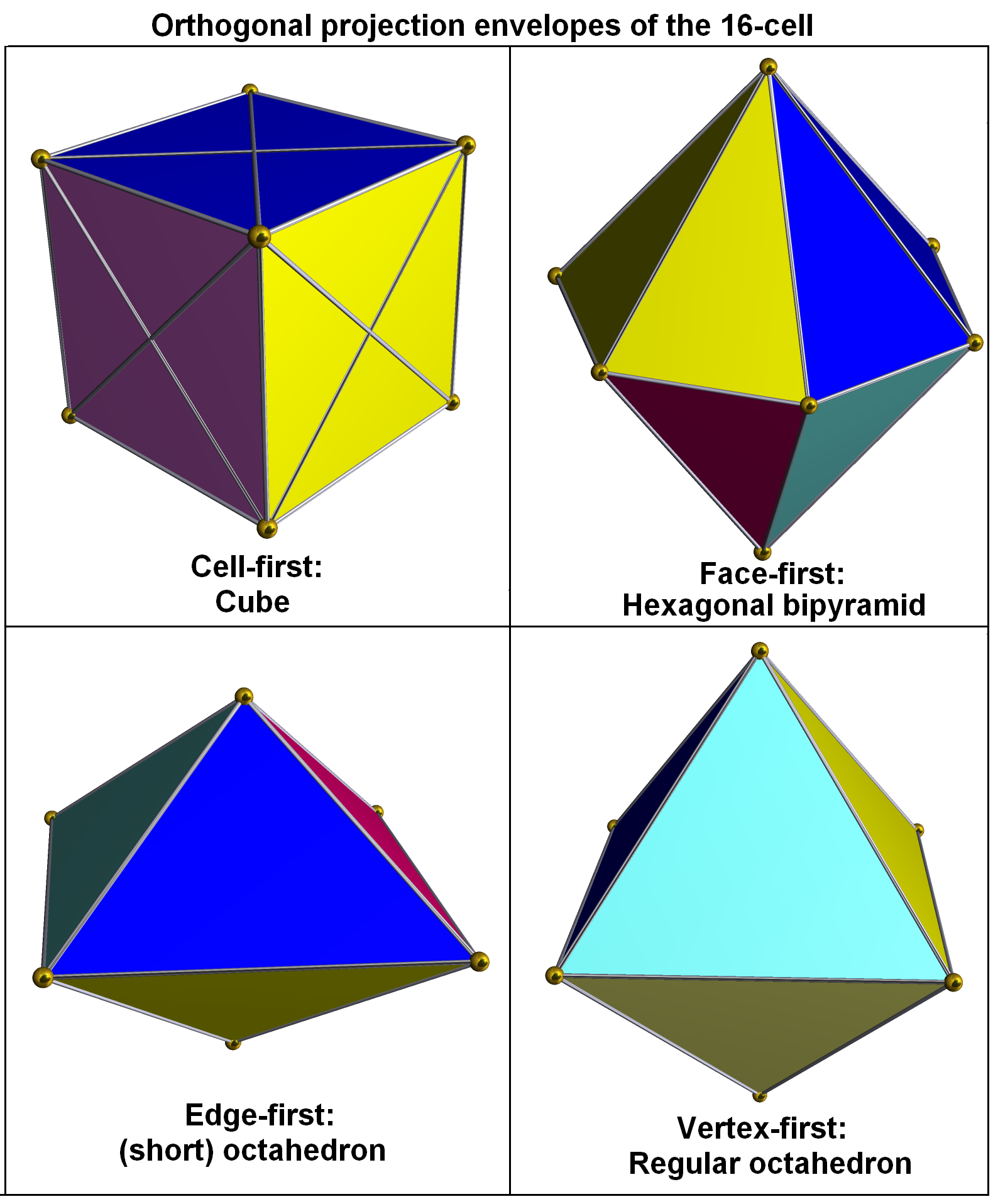
Formatos de projeções do hexadecácoro.

A primeira projeção paralela das células do hexadecácoro no espaço 3D tem um formato cúbico. As células mais próximas e as mais distantes são projetadas em tetraedros inscritos dentro do cubo, o que corresponde a duas maneiras possíveis para inscrever um tetraedro regular em um cubo. Ao redor de cada um destes há 4 outros tetraedros (não regulares). As demais 6 células são projetadas nas faces quadradas do cubo. Nessa projeção, todas as bordas convergem para as faces cúbicas.
A primeira projeção em perspectiva das células do hexadecácoro no espaço 3D tem o formato de um tetraedro triakis. A disposição das células neste formato são semelhantes às da projeção paralela.
A projeção paralela dos vértices das células tem um formato octaédrico.  Este octaedro pode ser dividido em 8 formas tetraédricas, por corte ao longo dos planos coordenados. Cada um destes é a imagem de um par de células presentes no hexadecácoro.
A primeira projeção das arestas das células tem um formato octaédrico encurtado, e a projeção paralela tem um formato bipiramidal hexagonal. 

## Diagrama de Venn esférico
A projeção usual do hexadecácoro  e suas 4 esferas que o intersectam (um diagrama de Venn de 4 dimensões) forma topologicamente um mesmo objeto no espaço 3D:
|  |  |  |  |  |

## Construções simétricas
Há uma forma simétrica reduzida do hexadecácoro, chamada de demitesserato ou 4-demicubo, um membro da família dos demihipercubos. e representado por h{4,3,3}, e  ou .
Há também um antiprisma tetraédrico que pode ser construído a partir de dois tetraedros paralelos em configuraç~eos duais, conectado com8 tetraedros. É representado por s{2,4,3}, e .
Também há o 4-ortótopo Snub representado por s{21,1,1}, e  ou .Com o tesserato construído como um 4-4 duoprisma, o hexadecácoro pode ser visto com seu dual como a 4-4 duopirâmide. 
| Nome                      | Diagrama de Coxeter     | Símbolo de Schläfli  | Notação de Coxeter    | Ordem | Figura de vértice |
| ------------------------- | ----------------------- | -------------------- | --------------------- | ----- | ----------------- |
| Hexadecácoro regular      |                         | {3,3,4}              | [3,3,4]               | 384   |                   |
| Demitesserato             | = · =                   | h{4,3,3} {3,31,1}    | [31,1,1] = [1+,4,3,3] | 192   |                   |
| 4-4 duoprisma alternado   |                         | 2s{4,2,4}            | [[4,2+,4]]            | 64    |                   |
| antiprisma tetraédrico    |                         | s{2,4,3}             | [2+,4,3]              | 48    |                   |
| prisma quadrado alternado |                         | sr{2,2,4}            | [(2,2)+,4]            | 16    |                   |
| 4-ortótopo Snub           | =                       | s{21,1,1}            | [2,2,2]+ = [21,1,1]+  | 8     |                   |
| 4-fusil                   |                         |                      |                       |       |                   |
|                           | {3,3,4}                 | [3,3,4]              | 384                   |       |                   |
|                           | {4}+{4} or 2{4}         | [[4,2,4]] = [8,2+,8] | 128                   |       |                   |
|                           | {3,4}+{ }               | [4,3,2]              | 96                    | ·     |                   |
|                           | {4}+2{ }                | [4,2,2]              | 32                    | ·     |                   |
|                           | { }+{ }+{ }+{ } or 4{ } | [2,2,2]              | 16                    |       |                   |

## Relação de Euler
Para todo polítopo vale a relação de Euler:
{\displaystyle V-A+F=C}
Onde:
- V é o número de vértices;
- A é o número de arestas;
- F é o número de faces;
- C é o número de células.

No caso do hexadecácoro, temos:
{\displaystyle 8-24+32=16}

## Fórmulas relacionadas

### Volume
A fórmula que descreve o volume do hexadecácoro em 4D é:
{\displaystyle V_{4D}={\frac {a^{4}}{6}}}

### Área superficial
Existem 3 fórmulas que descrevem a área superficial do hexadecácoro, em 3D, 2D e 1D:
{\displaystyle S_{3D}={\frac {4{\sqrt {2}}}{3}}\ a^{3}}
{\displaystyle S_{2D}=8{\sqrt {3}}\ a^{2}}
{\displaystyle S_{1D}=24\ a\,}

### Raio daesfera inscrita
O raio {\displaystyle \rho } da esfera inscrita é:
{\displaystyle \rho ={\frac {a}{2{\sqrt {2}}}}\,}

### Raio daesfera circunscrita
O raio {\displaystyle \rho } da esfera circunscrita é:
{\displaystyle r={\frac {a}{\sqrt {2}}}\,}